# 噶尔·芒香松囊
噶尔·芒香松囊（藏語：མགར་མང་ཞམ་སུམ་སྣང་།）是吐蕃帝国早期的一位政治人物。出身噶尔氏家族。
囊日论赞在位期间，大贡论吞弥·中子甲赞努（མཐོན་མྱི་འབྲིང་པོ་རྒྱལ་བཙན་ནུས་）图谋不轨。芒香松囊与麴·赤聂古松（ཁུ་ཁྲི་སྙ་དགྲུའ་ཟུང་）设下计谋诱擒他。两人约定暗号，将中子甲赞努擒获，芒香松囊亲自砍下中子甲赞努的首级。
松赞干布在位期间，大贡论娘·芒布杰尚囊发动叛乱，兵败被杀。之后由芒香松囊担任大贡论一职。后来又由琼波·邦色苏孜继任。